# Salts al Campionat del Món de natació de 2017 – 3 metres trampolí femení
La prova de 3 metres trampolí femení al Campionat del món de 2017 es va celebrar els dies 20 i 21 de juliol de 2017.

## Resultats
La ronda preliminar es va iniciar el 20 de juliol a les 10:00. Les semifinals es van celebrar el 20 de juliol a les 15:30. La final es va iniciar el 21 de juliol a les 18:30.
Verd denota finalistes
Blau denota semifinalistes
| Posició | Saltador               | Nacionalitat  | Preliminar | Preliminar | Semifinal   | Semifinal   | Final       | Final       |
| Posició | Saltador               | Nacionalitat  | Punts      | Posició    | Punts       | Posició     | Punts       | Posició     |
| ------- | ---------------------- | ------------- | ---------- | ---------- | ----------- | ----------- | ----------- | ----------- |
| 1       | Shi Tingmao            | Xina          | 353.30     | 1          | 380.45      | 1           | 383.50      | 1           |
| 2       | Wang Han               | Xina          | 344.35     | 2          | 354.90      | 2           | 359.40      | 2           |
| 3       | Jennifer Abel          | Canadà        | 335.00     | 3          | 337.60      | 4           | 351.55      | 3           |
| 4       | Grace Reid             | Regne Unit    | 284.00     | 14         | 309.60      | 8           | 336.70      | 4           |
| 5       | Maddison Keeney        | Austràlia     | 310.95     | 6          | 324.80      | 5           | 335.50      | 5           |
| 6       | Pamela Ware            | Canadà        | 317.25     | 5          | 338.25      | 3           | 335.10      | 6           |
| 7       | Kristina Ilinykh       | Rússia        | 317.85     | 4          | 311.90      | 7           | 319.40      | 7           |
| 8       | Inge Jansen            | Països Baixos | 307.75     | 7          | 303.45      | 10          | 307.85      | 8           |
| 9       | Maria Polyakova        | Rússia        | 288.75     | 11         | 294.60      | 11          | 299.20      | 9           |
| 10      | Nur Dhabitah Sabri     | Malàisia      | 285.10     | 13         | 321.70      | 6           | 292.35      | 10          |
| 11      | Anabelle Smith         | Austràlia     | 299.10     | 8          | 306.75      | 9           | 268.95      | 11          |
| 12      | Julia Vincent          | Sud-àfrica    | 270.20     | 17         | 289.65      | 12          | 265.90      | 12          |
| 13      | Ng Yan Yee             | Malàisia      | 291.10     | 10         | 285.30      | 13          | No avançava | No avançava |
| 14      | Dolores Hernández      | Mèxic         | 293.00     | 9          | 285.05      | 14          | No avançava | No avançava |
| 15      | Arantxa Chávez         | Mèxic         | 266.10     | 18         | 278.25      | 15          | No avançava | No avançava |
| 16      | Anastasiia Nedobiha    | Ucraïna       | 273.00     | 16         | 274.65      | 16          | No avançava | No avançava |
| 17      | Alena Khamulkina       | Belarús       | 285.20     | 12         | 273.35      | 17          | No avançava | No avançava |
| 18      | Kim Na-mi              | Corea del Sud | 281.10     | 15         | 272.25      | 18          | No avançava | No avançava |
| 19      | Daphne Wils            | Països Baixos | 264.50     | 19         | No avançava | No avançava | No avançava | No avançava |
| 20      | Elena Bertocchi        | Itàlia        | 262.35     | 20         | No avançava | No avançava | No avançava | No avançava |
| 21      | Jessica-Floriane Favre | Suïssa        | 261.15     | 21         | No avançava | No avançava | No avançava | No avançava |
| 22      | Kaja Skrzek            | Polònia       | 260.35     | 22         | No avançava | No avançava | No avançava | No avançava |
| 23      | Tammy Takagi           | Brasil        | 257.45     | 23         | No avançava | No avançava | No avançava | No avançava |
| 24      | Michelle Heimberg      | Suïssa        | 253.50     | 24         | No avançava | No avançava | No avançava | No avançava |
| 25      | Brooke Schultz         | Estats Units  | 248.80     | 25         | No avançava | No avançava | No avançava | No avançava |
| 26      | Katherine Torrance     | Regne Unit    | 245.50     | 26         | No avançava | No avançava | No avançava | No avançava |
| 27      | Maha Eissa             | Egipte        | 245.40     | 27         | No avançava | No avançava | No avançava | No avançava |
| 28      | Marcela Marić          | Croàcia       | 245.35     | 28         | No avançava | No avançava | No avançava | No avançava |
| 29      | Anca Serb              | Romania       | 244.95     | 29         | No avançava | No avançava | No avançava | No avançava |
| 30      | Micaela Bouter         | Sud-àfrica    | 231.40     | 30         | No avançava | No avançava | No avançava | No avançava |
| 31      | Moon Na-yun            | Corea del Sud | 230.30     | 31         | No avançava | No avançava | No avançava | No avançava |
| 32      | Luana Lira             | Brasil        | 228.85     | 32         | No avançava | No avançava | No avançava | No avançava |
| 33      | Elizabeth Cui          | Nova Zelanda  | 221.70     | 33         | No avançava | No avançava | No avançava | No avançava |
| 34      | Genevieve Green        | Lituània      | 220.95     | 34         | No avançava | No avançava | No avançava | No avançava |
| 35      | Tina Punzel            | Alemanya      | 220.30     | 35         | No avançava | No avançava | No avançava | No avançava |
| 36      | Diana Pineda           | Colòmbia      | 218.55     | 36         | No avançava | No avançava | No avançava | No avançava |
| 37      | Krysta Palmer          | Estats Units  | 216.70     | 37         | No avançava | No avançava | No avançava | No avançava |
| 38      | Hanna Pysmenska        | Ucraïna       | 216.60     | 38         | No avançava | No avançava | No avançava | No avançava |
| 39      | Friederike Freyer      | Alemanya      | 212.40     | 39         | No avançava | No avançava | No avançava | No avançava |
| 40      | Prisis Prisis          | Cuba          | 196.00     | 40         | No avançava | No avançava | No avançava | No avançava |